# Ronald Roberts
Ronald Christopher Roberts jr. (Bayonne, 5 agosto 1991) è un ex cestista statunitense naturalizzato dominicano, che gioca nel ruolo di ala.

## Carriera
Con la Rep. Dominicana ha disputato i Campionati mondiali del 2019.